# 特別組織
特別組織（奧斯曼土耳其語：تشکیلاتمخصوصه，Teşkilât-I Mahsusa），是第一次世界大戰中奧斯曼帝國陸軍部下的特殊部隊，由庫爾德人和貝都因人組成，用於鎮壓受英法支持的阿拉伯起義。最有名的成員是恩維爾帕夏。
特別組織成立的主要目的是重新召開奧斯曼議會。這組織在亞美尼亞大屠殺期間也發揮特殊的作用，該組織的成員也參加了在利比亞對意大利的抵抗活動。
特別組織也是土耳其共和國國家安全局的前身。